# 森下まゆみ
森下 まゆみ（もりした まゆみ、1981年10月15日 - ）は、日本の女性モデル、元レースクイーン。新潟県出身。

## 来歴
- 2007年：SUPER GT「Privee Zurich（プリヴェチューリッヒ）サーキットレディ」としてレースクイーンデビュー。同年9月、「F1日本グランプリ」グリッドガールコンテストでロペス貴子、村岡沙耶香と共に上位3名[1]に選出される。
- 2008年：SUPER GT「KUMHO ECSTA GAL」を務めるも、同年11月30日の撮影会を最後に所属していたワンエイトプロモーションを退所。
- 2009年：8月22日 - 23日開催のSUPER GT第6戦（鈴鹿サーキット）から「Fields BOMEXレディ」として参加[2]。2010年も引き続きBOMEXレディを務める。
- 2010年10月13日：オフィシャルブログ「小悪魔diary」を開設。
- 2011年5月：所属事務所をスタイルコーポレーションに移籍することを発表。同年、SUPER GT「TAISAN BOMEX レースクイーン」、スーパー耐久「CAR X's レースクイーン」を務める。
- 2012年12月10日：自身のブログでレースクイーン業を引退することを発表。同時にスタイルコーポレーションを退所[3]。
- 2014年現在はフリーでモデルやタレント活動を継続中。

## 人物
- 趣味：料理、エステ、旅行、ドライブ
- 特技：茶道、華道、ピアノ
- 好きな色：白、ピンク、黒

## 主な出演番組

### テレビ
- 21世紀エジソン（TBS）
- とんねるずのみなさんのおかげでした（フジテレビ）
- ゴッドタン（テレビ東京）

### ラジオ
- ゴチャ・まぜっ!（MBSラジオ）

## DVD
1. Elega～エレガ～（竹書房、2011年1月28日発売）
2. Deva（グラッソ、2011年10月28日発売）
3. 美女と悪魔（竹書房、2013年9月27日発売）
4. 色情遊戯（KUDETA、2014年2月28日発売）
5. 色情遊戯2（KUDETA、2014年9月26日発売）